# Leggett (Kalifornija)
Leggett je naseljeno područje za statističke svrhe u američkoj saveznoj državi Kalifornija. Prema popisu stanovništva iz 2010. u njemu je živjelo 122 stanovnika.